# 大久保竜
大久保 竜（おおくぼ りょう）は、日本のテレビプロデューサー・映画プロデューサー。
TBSホールディングスグループ経営企画局エグゼクティブ・プロデューサー。
元TBSテレビ制作局兼情報制作局チーフプロデューサー、東京放送ホールディングスグループデザイン局経営戦略部担当局次長、報道局報道コンテンツ戦略室長。
「TBSドキュメンタリー映画祭」プロデューサー、プログラミングディレクター。

## 人物
1991年に東京放送入社。
制作局・山田修爾音楽班に配属。
その後はドラマ制作へ異動となり八木康夫班・伊藤班・石井ふく子班等を経て、新たに創設された情報制作局へ異動。
以降、数々の情報番組・バラエティ番組の立ち上げに関わる。

## 演出作品
- フレッシュドラマシリーズ「最後のデート」　※高橋克実主演
- サカスさん

## チーフプロデューサー作品（レギュラー）
- サンデージャポン
- 爆!爆!爆笑問題
- 爆問パニックフェイス!
- 爆問パワフルフェイス!
- 20マウス
- 爆報! THE フライデー
- 有吉ジャポン
- NEWSな2人
- 櫻井・有吉 THE夜会

## チーフプロデューサー作品（特番）
- 爆笑問題VS安住紳一郎 平成ニッポン20年史!
- 東野・有吉のどん底
- 爆笑問題×さまぁ〜ず ザ・クレイジートーク
- 奇人賢人
- 潜入！ニッポン警察の秘密
- ニッポン大女優伝説
- 有吉ザワールド
- 夫婦問題バラエティ!ラブネプ!
- 孤独死ドキュメント 生と死を見つめて
- 爆報! THE フライデー VS サンデージャポン
- 究極バトル“ゼウス”
- 上田晋也の緊急報道 ニッポンについて考えようスペシャル

## プロデューサー作品
- 新すぃ日本語
- 恋のバカヤロー!
- クイズ!日本語王
- ザ・チーター
- キズナ食堂

## 企画作品
- アカデミーナイト
- ビビット (テレビ番組)

## 作品協力
- 感染列島 キャスティング
- 三島由紀夫vs東大全共闘〜50年目の真実〜

## TBS ドキュメンタリー映画・企画プロデュース作品上映
- 日の丸〜寺山修司40年目の挑戦〜
- 戦場記者
- 人生クライマー 山野井泰史と垂直の世界 完全版
- ももいろクローバーZ～アイドルの向こう側～
- シーナ＆ロケッツ 鮎川誠〜ロックと家族の絆〜
- ヤジと民主主義

## コンサート制作・演出プロデュース
- ザ・ベストテンLIVE2019　（大阪オリックス劇場、愛知県芸術劇場、中野サンプラザ）　※BS-TBSにて放送（2019年7月12日）

## 舞台・演劇プロデュース
- 太宰治「女生徒」　下北沢OFF・OFFシアター （2019年1月）
- 劇シネマ「女生徒」 （2019年2月）
- 江古田のガールズ10周年特別記念公演 （2019年6月）　※エグゼクティブプロデューサー
- 荻窪のガールズ「その場忍びの茨城スッパーズ」 （2019年7月）
- 下北沢アクトレスシアター「女生徒」 （2019年7月）　※再演
- 「Three Rage」 シブゲキ公演 （2019年8月）
- 「LIFE RESET？」　赤坂RED/THEATER　（2020年1月3日〜7日）

## 映画・映画祭イベントプロデュース
- TBSドキュメンタリー映画祭　ユーロライブ　（2021年3月18日〜21日）　※企画プロデューサー
- 私は白鳥　(2021年11月20日〜公開予定)　※エグゼクティブプロデューサー
- ムクウェゲ